# La Victoria (Venezuela)
La Victoria (offiziell: Nuestra Señora de La Victoria) ist eine Stadt im venezolanischen Bundesstaat Aragua, Verwaltungssitz des Municipios José Félix Ribas. La Victoria liegt zwischen dem Fluss Aragua und dem Fluss Calanche der Küstengebirge. Seit 1960 hat sich die Stadt rasant entwickelt. 

## Geschichte

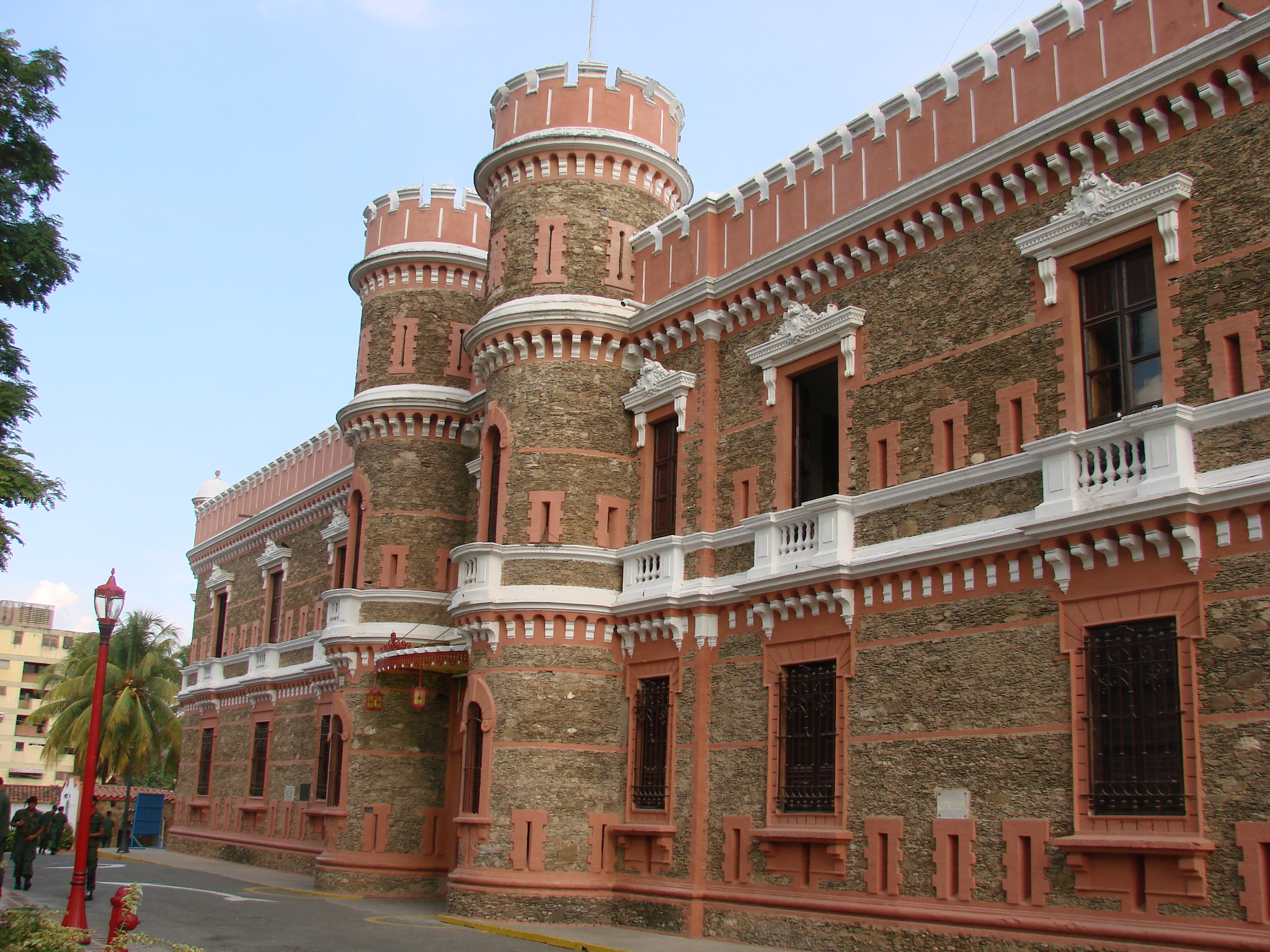
Kaserne Mariano Montilla, La Victoria

Die ersten Encomiendas wurden im Jahr 1592 verteilt. Die erste spanische Gründung des Dorfes steht nicht fest. Manche Quellen sagen, Francisco de Loreto habe La Victoria am Ende des 16. Jahrhunderts gegründet. Andere sagen, das Dorf habe mit der Errichtung einer Kirche am 18. November 1620 begonnen. Es gibt Dokumente über diesen Bau.
Im Jahr 1814, als die Truppen unter Leitung von José Tomás Boves Caracas bedrohten, befestigte sich José Félix Ribas in La Victoria mit 1500 Soldaten, von denen die Hälfte junge Studenten der Universidad de Caracas waren. Sie haben neun Stunden lang Widerstand geleistet.

## Söhne und Töchter der Stadt
- Rafa Galindo (1921–2010), Sänger
- Angie González (* 1981), Radrennfahrerin
- Edmundo González (* 1949), Diplomat, Politiker und politischer Analyst
- Luis Alfonzo Larrain (1911–1996), Komponist und Musiker